# Логачёва, Анастасия Егоровна
Анастасия Егоровна Логачёва (1896, Шелтозеро — 1987) — вепсская сказительница.

## Биография
Уроженка села Шелтозеро. Родилась в большой крестьянской семье. Имела семерых братьев и сестёр. Замужество Анастасии пришлось на первые годы советской власти, на период ломки деревенского уклада жизни: вступление в колхоз, ликбез. Так вспоминала об этом Анастасия Егоровна:
«Я в 1930 году одна из первых вступила в колхоз. Работать приходилось то полеводом, то конюхом, то кладовщиком, в 1940—1941 годах — даже председателем колхоза. Детей поднимала она в трудные годы войны. Четверых вырастила, выучила, сейчас внуков двенадцать, правнуков шесть — есть кому сказки рассказывать».
Сказки Анастасия переняла от своей матери, которая, в свою очередь, переняла их от бабушки (своей матери). Рассказывали они свои сказки на вепсском языке, из-за того, что не знали по-русски ни слова и обе были неграмотны. В их в семье все знали сказки: она, братья ее, сестры.
Репертуар Анастасии не ограничивался только сказочным эпосом. Логачёва с легкостью восстанавливала в памяти подробности старинной вепсской свадьбы, причитывая за невесту, тут же вставляла заговор от порчи, в живой беседе была щедра на афоризмы, пословицы и поговорки. Так же она рассказывала о старинных обычаях вепсов, о натуральном крестьянском хозяйстве.
Занималась рукоделием. Её изделия хранятся в Шелтозерском краеведческом музее. Оставила воспоминание о себе и как народная целительница. К ней за помощью обращались даже из самых дальних деревень Прионежья.
Со сказок Анастасии Егоровны Логочевской начинается сборник Н. Ф. Онегиной и М. И. Зайцевой «Вепсские народные сказки». От нее записаны 15 сказок. Вот некоторые сюжеты: «Проклятая дочь», «Мачеха и падчерица», «Замарашка Варвей», «Отец и дочь» и т. д.